# Barzillaj
Barzillaj – postać biblijna ze Starego Testamentu.
Lojalny wobec króla Dawida. Dał pożywienie Dawidowi i jego wojskom w Machanaim, w czasie rebelii Absaloma. Gdy Dawid miał wrócić do Jerozolimy, z Rogelim przybył 80-letni Barzillaj, aby odprowadzić go do Jordanu.
Patrz 2 Sm 17,27 nn.; 19,31-39